# 皮利纳 (哈尔科夫州)
50°9′39″N 36°59′10″E / 50.16083°N 36.98611°E
皮利納（烏克蘭語：Пільна）是位於烏克蘭東部的村莊，由哈爾科夫州丘胡伊夫区的沃夫昌斯克市鎮負責管轄。該村距離索斯諾維比爾2公里，始建於1675年，面積1.39平方公里，海拔高度136米，2001年人口226。